# Wilhelm von Voss (General, 1819)
Wilhelm August Ludolf von Voss (* 17. September 1819 in Stendal; † 11. Mai 1893 in Halle (Saale)) war ein preußischer Generalleutnant.

## Leben

### Herkunft
Seine Eltern waren preußische Hauptmann und spätere Bürgermeister von Stendal Franz von Voß (1777–1867) und dessen Ehefrau Wilhelmine, geborene Freiin von Gayl (1781–1870), eine Tochter des Generals Ludwig Dietrich Eugen von Gayl (1785–1853). Sein Bruder Franz (1816–1907) wurde Oberbürgermeister von Halle (Saale). Die Gesamtfamilie bediente sich der Namensführung von Voss.

### Werdegang
Voß erhielt seine Schulbildung auf dem Gymnasium in Stendal. Nach seinem Abschluss trat er am 1. Juli 1836 in das 26. Infanterie-Regiment der Preußischen Armee in Magdeburg ein und avancierte bis Mitte März 1839 zum Sekondeleutnant. Zur weiteren Ausbildung absolvierte er von Oktober 1842 bis Juli 1845 die Allgemeine Kriegsschule. Während der Badischen Revolution nahm er 1849 am Gefecht bei Graben teil. Er wurde am 1. Februar 1850 als Kompanieführer des II. Bataillons im 26. Landwehr-Regiment nach Burg kommandiert und Ende Juni 1852 zum Premierleutnant befördert. Ab 1. Juli 1853 versah Voß wieder Dienst in seinem Stammregiment und wurde zum 1. Oktober 1853 als Lehrer an die Vereinigte Divisionsschule der 7. und 8. Division kommandiert. Am 18. Oktober 1855 zum Hauptmann befördert, wurde er am 11. September 1856 zum Direktor der Schule ernannt. Er kehrte am 1. August 1858 als Kompaniechef in das 26. Infanterie-Regiment zurück. Am 11. Dezember 1863 wurde Voss als Major in das 4. Posensche Infanterie-Regiment Nr. 59 versetzt und als Adjutant beim Generalkommando des I. Armee-Korps kommandiert. Mit der Ernennung zum Kommandeur des II. Bataillons im 7. Pommersche Infanterie-Regiment Nr. 54 in Kolberg kehrte er am 6. Dezember 1864 in den Truppendienst zurück.
Während des Krieges gegen Österreich nahm Voss 1866 an den Schlachten bei Gitschin sowie Königgrätz teil, wurde mit dem Kronen-Orden III. Klasse mit Schwertern ausgezeichnet und am 30. Oktober 1866 zum Oberstleutnant befördert. Am 14. Juli 1870 kam er als Kommandeur des 3. Pommerschen Infanterie-Regiments Nr. 14 nach Stettin und stieg Ende des Monats zum Oberst auf. Im folgenden Krieg gegen Frankreich wurde Voß in der Schlacht bei Gravelotte schwer verwundet und mit dem Eisernen Kreuz II. Klasse ausgezeichnet.
Nach dem Friedensschluss wurde er am 15. August 1871 bis zu ihrer Auflösung Kommandant der Kolberger Festung und am 11. Juni 1872 zum Kommandeur des Holsteinischen Infanterie-Regiments Nr. 85 ernannt. Unter Stellung à la suite seines Regiments beauftragte man Voß am 28. Mai 1874 zunächst mit der Führung der 4. Infanterie-Brigade in Danzig und ernannte ihn am 14. Juli 1874 zum Brigadekommandeur. Er erhielt am 19. September 1874 die Beförderung zum Generalmajor und anlässlich des Ordensfestes im Januar 1877 den Roten Adlerorden II. Klasse mit Eichenlaub sowie am 9. September 1879 den Kronen-Orden II. Klasse mit Schwertern. Unter Verleihung des Charakter als Generalleutnant wurde Voß am 3. Februar 1880 mit Pension zur Disposition gestellt. Er starb am 5. November 1893 in Halle (Saale).

### Familie
Voss heiratete am 20. Oktober 1848 in Magdeburg Auguste von Carnap-Quernheimb (1824–1866), eine Tochter der Sophie von Quernheimb und des Generals Carl von Carnap. Aus dieser Beziehung waren eine Tochter und zwei Söhne jung verstorben. Von zwei Töchtern und zwei Söhne liegen einige genealogische Daten vor, so u. a. der spätere Generalleutnant Wilhelm von Voss (1849–1915). Der Sohn Gotthilf von Voss ist nach England ausgewandert.
Nach ihrem Tod heiratete er am 29. November 1868 in Colberg die Offizierstochter Asta von Wedel (1837–1920),, eine Tochter der Laura Schröder und des preußischen Oberstleutnants Otto von Wedel auf Althof (1797–1870). Asta und Wilhelm von Voss hatten die Töchter Asta und Gertrud.
Von der 1786 nobilitierten Familie von Voss gibt es keine Nachfahren.